# Csao Csün-csö
Csao Csün-csö (Zhao Junzhe) (egyszerűsített kínai: 肇俊哲, pinjin, hangsúlyjelekkel: Zhào Jùnzhé; Senjang, 1979. április 19. – ) kínai válogatott labdarúgó.

## Pályafutása

### Klubcsapatokban
1998 és 2016 között a Liaoning FC csapatában játszott, melynek tagjaként 2009-ben megnyerte a kínai másodosztályú bajnokságot. 

### A válogatottban
1998 és 2008 között 71 alkalommal játszott a kínai válogatottban és 2 gólt szerzett. Részt vett a 2002-es világbajnokságon, ahol a Costa Rica elleni találkozón nem kapott lehetőséget. Brazília és Törökország ellen kezdőként lépett pályára. Tagja volt a 2004-es Ázsia-kupán szereplő válogatott keretének is.

## Sikerei, díjai
Kína
- Ázsia-kupa ezüstérmes (1): 2004